# Ezekiel Stane
 (février 2016).
Si vous disposez d'ouvrages ou d'articles de référence ou si vous connaissez des sites web de qualité traitant du thème abordé ici, merci de compléter l'article en donnant les références utiles à sa vérifiabilité et en les liant à la section « Notes et références ».
Ezekiel "Zeke" Stane est un personnage de fiction de Marvel Comics et un ennemi de Iron Man. Le personnage fut créé par Matt Fraction et Barry Kitson et il apparaît pour la première fois dans The Order #8 en avril 2008.
Ezekiel Stane est un personnage de fiction créé par Matt Fraction et Barry Kitson  pour Marvel Comics. Il apparaît pour la première fois dans The Order #8 (2008). Ezekiel Stane est le fils du célèbre méchant Obadiah Stane, alias Iron Monger, qui était un ennemi juré de Tony Stark (Iron Man). Après la mort de son père, Ezekiel se donne pour mission de venger sa mort et d'anéantir Stark et son héritage.
Ezekiel Stane est un génie de la technologie, tout comme Tony Stark. Son intellect lui permet de développer et de maîtriser une armure basée sur la biotechnologie. Cette armure lui confère des pouvoirs similaires à ceux de l'armure d'Iron Man, mais avec des améliorations, notamment la capacité de créer des explosifs organiques et de contrôler des drones.
Dans la série Invincible Iron Man (2008) de Matt Fraction et Salvador Larroca, Ezekiel Stane tente de saboter les entreprises de Stark Industries et de détruire la réputation de Tony Stark. Cette série met en avant l'opposition entre Ezekiel Stane et Tony Stark, tant sur le plan personnel que sur le plan technologique. Ezekiel Stane s'affirme comme un ennemi redoutable pour Iron Man et un digne successeur de son père, Obadiah Stane.

## Biographie
Dans la série de comics The Order, Ezekiel Stane est le personnage qui manipule les autres vilains pour détruire le groupe de super-héros l'Ordre qui font partie de l'Initiative de Iron Man. Ezekiel veut venger la mort de son père Obadiah Stane, dont il tient Tony Stark responsable. Il affronte Iron Man dans The Order #10.
Ensuite, il utilise la biotechnologie pour créer une armure personnelle. Par la suite, il va affronter plusieurs fois Iron Man.

## Autres médias
- Iron Man : L'Attaque des technovores sorti au printemps 2013 au Japon.
- https://www.marvel.com/comics/collection/20915/x-factor_vol_4_heart_of_ice_trade_paperback
- Fraction, M., & Larroca, S. (2008). Invincible Iron Man, Vol. 1: The Five Nightmares. Marvel Comics.

## Apparition
- Alden Ehrenreich joue Ezekiel Stane dans la série Ironheart .